# Barao (Burkina Faso)
Pour les articles homonymes, voir Barao.
Barao est une localité située dans le département de Bouroum de la province du Namentenga dans la région Centre-Nord au Burkina Faso. 

## Géographie
Isolé au nord du département et proche du village voisin de Silmagué (situé à 1 km au sud-est), Barao se trouve à 13 km au nord-ouest du village de Bellogo, à environ 45 km au nord de Bouroum, le chef-lieu du département, et à plus de 80 km au nord-ouest de Tougouri.

## Histoire
Depuis 2019, le nord du pays est victime d'attaques terroristes djihadistes dont le secteur de Barao-Silmagué-Daogo le 26 mai 2019 ayant fait trois morts à Silmangué et d'importants dégâts matériels dans les boutiques. Les séries d'attaques ont entrainé la fuite d'un grand nombre de villageois des deux villages voisins partis vers le sud se réfugier dans les camps de déplacés internes de Bouroum et Kaya.

## Économie
L'économie de Barao repose sur l'agro-pastoralisme et est liée également à l'activité commerçante du marché du village de Silmagué.

## Éducation et santé
Le centre de soins le plus proche de Barao est le centre de santé et de promotion sociale (CSPS) de Bellogo tandis que le centre médical (CM) de la province se trouve à Tougouri.
Barao possède une école primaire publique.